# Exposom
Unter dem Exposom versteht man die Gesamtheit aller nicht-genetischen, endogenen wie exogenen Umwelteinflüsse, denen ein Individuum lebenslang ausgesetzt ist. Im Verständnis der Ätiologie von humanen, stets ein Subjekt (be)treffenden Erkrankungen überwindet die Berücksichtigung des Exposoms ein einseitig genetisches Ursachenverständnis.
Der ursprünglich englische Begriff Exposome ist ein Kofferwort, bestehend aus Exposure und Genome, und wurde 2005 von Chris Wild, dem Direktor der Internationalen Agentur für Krebsforschung, in einem Paper veröffentlicht.